# Jazz Poet
Jazz Poet – album muzyczny amerykańskiego pianisty jazzowego Tommy’ego Flanagana nagrany w dniach 17 - 19 stycznia 1989 w studiu Rudy’ego Van Geldera w Englewood Cliffs, New Jersey.
Zawierający 8 utworów LP ukazał się w 1989, wydany przez holenderską firmę Timeless (SJP 301). W wersji japońskiej, CD firmy Alfa Jazz (ALCR 30) zawierał dwa utwory (z tej samej sesji) więcej: „I'm Old Fashioned” i „Voce Abuso”. W 2010 ukazała się zremasteryzowana redycja. Magazyn „Billboard” wybrał tę płytę do dziesiątki najlepszych płyt roku 1989. 

## Muzycy
- Tommy Flanagan – fortepian
- George Mraz – kontrabas
- Kenny Washington – perkusja

## Lista utworów (LP)
Strona A
| 1. | „Raincheck” (Billy Strayhorn)                                       | 4:59  |
|    |                                                                     |       |
| 2. | „Lament” (J.J. Johnson)                                             | 5:09  |
|    |                                                                     |       |
| 3. | „Willow Weep For Me” (Ann Ronell)                                   | 6:04  |
|    |                                                                     |       |
| 4. | „Caravan” (muzyka: Juan Tizol, Duke Ellington; słowa: Irving Mills) | 6:24  |
|    |                                                                     |       |
|    |                                                                     | 22:36 |
|    |                                                                     |       |
Strona B
| 5. | „That Tired Routine Called Love” (Matt Dennis)                 | 6:49  |
|    |                                                                |       |
| 6. | „Glad To Be Unhappy” (Lorenz Hart, Richard Rodgers)            | 4:47  |
|    |                                                                |       |
| 7. | „St. Louis Blues” (W. C. Handy)                                | 6:35  |
|    |                                                                |       |
| 8. | „Mean Streets” (Anthony, Flanagan, Roth, Van Halen, Van Halen) | 4:13  |
|    |                                                                |       |
|    |                                                                | 22:24 |
|    |                                                                |       |

## Lista utworów (CD)
| 1.  | „Raincheck” (Billy Strayhorn)                                  | 4:59  |
|     |                                                                |       |
| 2.  | „Lament” (J.J. Johnson)                                        | 5:09  |
|     |                                                                |       |
| 3.  | „Willow Weep For Me” (Ann Ronell)                              | 6:04  |
|     |                                                                |       |
| 4.  | „Caravan” (Juan Tizol, Duke Ellington)                         | 6:24  |
|     |                                                                |       |
| 5.  | „That Tired Routine Called Love” (Matt Dennis)                 | 6:49  |
|     |                                                                |       |
| 6.  | „Glad To Be Unhappy” (Lorenz Hart, Richard Rodgers)            | 4:47  |
|     |                                                                |       |
| 7.  | „St. Louis Blues” (W. C. Handy)                                | 6:35  |
|     |                                                                |       |
| 8.  | „Mean Streets” (Anthony, Flanagan, Roth, Van Halen, Van Halen) | 4:13  |
|     |                                                                |       |
| 9.  | „I'm Old Fashioned” (Jerome Kern)                              | 5:43  |
|     |                                                                |       |
| 10. | „Voce Abuso” (Ivan Lins)                                       | 4:51  |
|     |                                                                |       |
|     |                                                                | 55:34 |
|     |                                                                |       |

## Informacje uzupełniające
- Produkcja – Diana Flanagan
- Producent wykonawczy – Wim Wigt
- Inżynier dźwięku – Rudy Van Gelder
- Zdjęcia – Richard Davis, Jan Persson
- Projekt okładki – C. Berit de Koenigswater
- Tekst książeczki przy płycie – Dan Morgenstern
- Remastering – Peter Brussee (2010)